# 伴かなみ
伴 かなみ（ばん かなみ、1993年8月4日 - ）は、日本のタレント、アイドルであり、OS☆U、XYZの元メンバー。愛知県名古屋市出身。

## 略歴
2010年8月、現在の事務所から声がかかりデビューする。2015年5月、OS☆Uを卒業。
2016年1月23日、5人組ガールズユニット XYZとしてデビュー。2016年7月30日、XYZを卒業。

## 出演

### 舞台
2013年
- アリスインプロジェクト×はちみつシアター「チェンジング☆ホテル[2]」（2013年5月1日 - 6日、池袋・シアターKASSAI） - 浪岡みのり 役[3]
- アリスインプロジェクト「戦国降臨ガール[4]」（2013年7月3日 - 7日、新馬場・六行会ホール） - 天の組：初芝秀美 役
- アリスインプロジェクト「名探偵はじめました[5]」（2013年10月23日 - 27日、銀座みゆき館劇場） - 沢谷弥生 役

2014年
- アリスインプロジェクト「アリスインクロノパラドックス2014[6]」（2014年6月11日 - 15日、うりんこ劇場） - 柳小路駆 役
- アリスインプロジェクト「戦国降臨ガール・ReBirth[7]」（2014年10月29日 - 11月3日、新馬場・六行会ホール） - 初芝秀美 役

### テレビ
- ミュージック☆エクスプレス（テレビ埼玉 / スカパーCh.639） - レギュラー